# Rio Brescioara
O Rio Brescioara é um rio da Romênia afluente do Rio Breaza, localizado no distrito de Braşov.